# Uržumskij rajon
L'Uržumskij rajon in russo Уржумский район? è un rajon dell'Oblast' di Kirov, nella Russia europea, il cui capoluogo è Uržum. Istituito nel 1965, ricopre una superficie di 3.025 chilometri quadrati.